# Amblyceps laticeps
Amblyceps laticeps är en fiskart som först beskrevs av Mcclelland 1842.  Amblyceps laticeps ingår i släktet Amblyceps och familjen Amblycipitidae. IUCN kategoriserar arten globalt som livskraftig. Inga underarter finns listade i Catalogue of Life.